# Jefetité

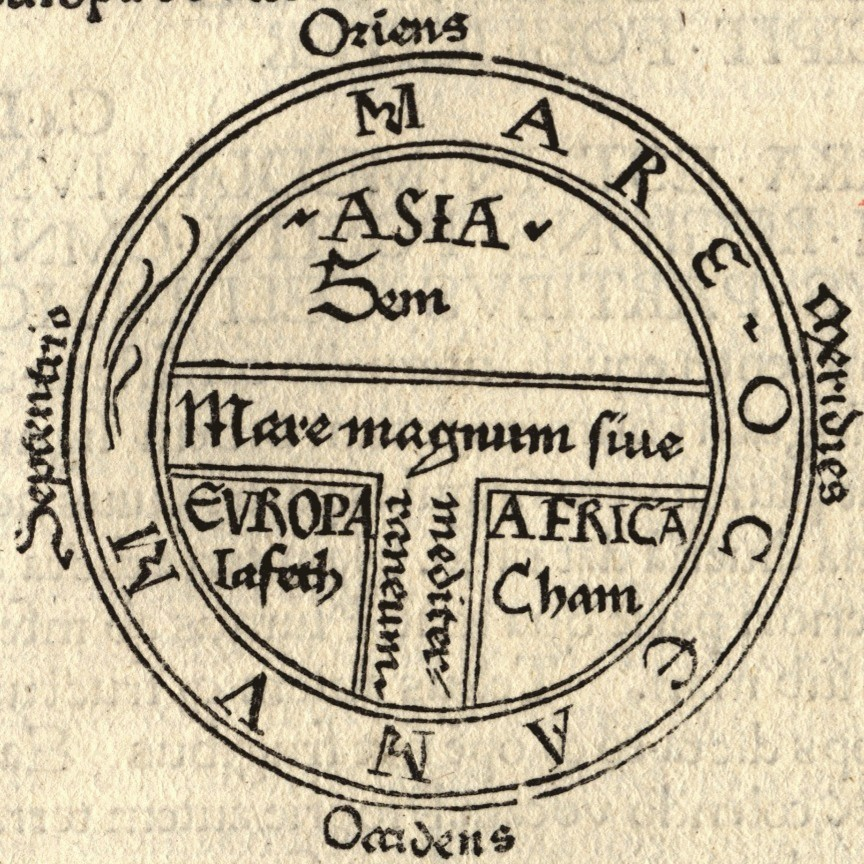
T mapa z vydání Etymologií Isidora Sevillského z roku 1472 se jmény třech světadílů doprovázených jmény praotců jejich obyvatel

Jefetité, jsou v z Tóry odvozené klasifikace národů, takzvané mojžíšovské etnologii, potomci Jefeta, syna Noemova, kterými se svými dvě bratry, Šémem a Chámem, osídlil svět po potopě.
| „                                          | Toto je rodopis synů Noeho: Šém, Chám a Jefet. Po potopě se jim narodili synové. Synové Jefetovi: Gomer a Magóg a Mádaj, Jávan a Túbal, Mešek a Tíras. Synové Gomerovi: Aškenaz a Rífat a Togarma. Synové Jávanovi: Elíša a Taršíš, Kitejci a Dódanci. Z nich vzešly ostrovní pronárody v různých zemích, pronárody různého jazyka a různých čeledí. | “ |
| — Genesis 10.1-5, Český ekumenický překlad | |   |

Ve středověku byly Jefetité zpravidla ztotožňováni s Evropany a zároveň byli spojováni s původem aristokracie. Šémité byli na druhou stranu identifikováni jako Asiaté spojení s duchovenstvem a Chámité jako Afričané spojení s poddanskou třídou. Od raného novověku si Evropané začali všímat podobností mezi evropskými jazyky a jazyky Indie, případně Persie, a na začátku 19. století začali být k Jefetitům řazeni i Indové a termín jefetitské jazyky se někdy používal pro to, co začalo být brzy známo jako jazyky indoevropské.
V některých případech byly Jefetité identifikováni s jinými národy. Anglický učenec Jacob Bryant ve svém díle A New System; or, Analysis of Ancient Mythology z roku 1774 je ztotožnil s Tatary, zatímco Evropany, Indy, ale také Egypťany a  Kanaánce s Chámity. V podobném duchu orientalista William Jones označil za jefetitské jazyky Tatarů a Slovanů, zatímco chámitské jazyky podle jeho názoru zahrnovaly většinu jazyků indoevropských a afroasijských, čínštinu, japonštiny a domorodé jazyky Ameriky.
V českém prostředí se pojem objevuje ještě v roce 1868 u spisovatele Františka Stejskal-Lažanského, který dělí „kmen kavkazský“ na asijské Semity, severoafrické Chamity a evropské Jafetity.